# Bình Dao (huyện)
Bình Dao là một huyện ở địa cấp thị Tấn Trung thuộc tỉnh Sơn Tây, Trung Quốc. Huyện này có thành cổ Bình Dao nổi tiếng.